# Volker Schlotmann
Volker Schlotmann, né le 19 octobre 1955 à Duisbourg, est un homme politique allemand membre du Parti social-démocrate d'Allemagne (SPD).

## Biographie
Après avoir terminé ses études secondaires en 1970, il effectue un apprentissage de batelier et travaille un temps comme barreur. Par la suite, il entreprend une formation de postier au sein de la Deutsche Bundespost.
Il suit également des études à l'Académie sociale de Duisbourg, grâce à une bourse de la Confédération allemande des syndicats (DGB), et à l'université des affaires et des sciences politiques de Hambourg.

## Vie politique

### Activité syndicale
En 1988, il devient secrétaire du Syndicat de l'horticulture, de l'agriculture et de la sylviculture en Bavière. Il en prend la direction dans le Mecklembourg-Poméranie-Occidentale l'année suivante et ce jusqu'en 1995.
Il occupe également le poste de secrétaire régional du syndicat des industries de la construction, de l'agriculture et de l'environnement entre 1996 et 1997.

### Activité politique
Il est élu député régional au Landtag du Mecklembourg-Poméranie-Occidentale le 16 octobre 1994. Deux ans plus tard, il est désigné coordinateur parlementaire du groupe SPD, dont il prend finalement la présidence en 1998 en remplacement d'Harald Ringstorff, investi ministre-président.
Dix ans plus tard, Ringstorff démissionne. Erwin Sellering lui succède le 6 octobre 2008 et Volker Schlotmann est nommé ministre des Transports, de la Construction et du Développement régional le même jour au sein de la grande coalition avec la CDU. Le 25 octobre 2011, après les élections régionales, il devient ministre de l'Énergie, des Infrastructures et du Développement régional. Il est remplacé, à sa demande, le 14 janvier 2014 par Christian Pegel.